# Uracoa (municipalité)
Pour les articles homonymes, voir Uracoa.
Uracoa est l'une des treize municipalités de l'État de Monagas au Venezuela. Son chef-lieu est Uracoa. En 2011, la population s'élève à 9 625 habitants.

## Géographie

### Subdivisions
Selon l'Institut national de statistique et contrairement à la plupart des municipalités du pays, la municipalité d'Uracoa ne comporte aucune paroisse civile.